# Smashed Gladys
Gli Smashed Gladys furono un gruppo hair metal formato nel 1984 a Toronto, Ontario, Canada, ma si ricollocarono presto a New York.

## Storia
Gli Smashed Gladys si formarono a Toronto nel 1984, ma presto si spostarono nella più prolifica area di New York alla ricerca del successo.
La band era formata dal bassista di origini spagnole J.D. Malo (Ferando Rosario), la cantante Sally Cato, Bart Lewis e Marcel La Fleur alla chitarra e Matt Stellutto alla batteria.
Prima di raggiungere la band, sembra che la cantante Sally Cato avesse partecipato al video della traccia "Too Young To Fall In Love" dei Mötley Crüe. Sally Cato catturò l'attenzione di Gene Simmons dei Kiss, che accettò di produrre la prima demo alla band ed aiutarli a trovare un contratto con l'etichetta Heavy Metal America.
La demo conteneva anche il noto brano "Walk This Way" degli Aerosmith, poi ri-realizzato da questi con la partecipazione dei Run DMC. Alcune di queste tracce vennero poi ri-registrate ed inserite l'anno successivo nel debut omonimo Smashed Gladys, prodotto da Mark Dearnley (Def Leppard, Heavy Pettin). Questo era composto da brani dalle sonorità ispirate fortemente agli AC/DC, ed altri gruppi glam rock come Kiss, Gary Glitter, T. Rex e Joan Jett. Il disco conteneva anche la reinterpretazione dei T-Rex Metal Guru.
Durante il tour, La Fleur venne sostituito dallo svedese Roger Lane (Roger Ericson) nel 1986. Nello stesso '86, Matt, Bart e Malo parteciparono come band di sfondo nel videoclip "Walk this Way" degli Aerosmith e Run DMC.
Durante il tour, suonarono al fianco dei Cheap Trick, band preferita del bassista J.D. Malo. Nel 1986 suonarono al Cat Club di New York. Durante questa esibizione il gruppo venne accompagnato da Anton Fig, Richie Scarlett e Ace Frehley, all'epoca membri dei Frehley's Comet. Assieme suonarono la reinterpretazione dei Kiss "Cold Gin" e la reinterpretazione di Ace Frehley "Rip It Out".
Le esibizioni continuarono anche l'anno successivo, dove aprirono per i Nazareth.
Nonostante la band non avesse conquistato molta notorietà, riuscì a farsi notare dalla Elektra Records che acconsentì a firmare un contratto discografico. Con la nuova etichetta pubblicarono  nel 1988 il secondo album intitolato Social Intercourse, prodotto da Ric Browde e mixato da Michael Wagener. Ozzy Osbourne partecipò come corista alla traccia "Cast Of Nasties" di questo album.
La band reclutò anche un nuovo bassista, l'ex Dead Engine Marky DeSade (Mark Alan Silker), in sostituzione di Malo. Il nuovo album fu ben accolto dalla critica, e presentava un sound notevolmente migliorato grazie all'eccellente produzione ed alla nuova etichetta. Il tour di supporto li vedeva aprire per i Killer Dwarfs in Ohio, per poi continuare gli show in giro per gli States. Nonostante il moderato successo, però, la band si sciolse nel 1989.
Durante la loro carriera, gli Smashed Gladys suonarono al fianco di grandi gruppi come Cheap Trick, Blue Öyster Cult, Nazareth, Poison e molti altri, tuttavia non riuscirono mai ad ottenere un grande impatto verso il pubblico, anche a causa del prematuro scioglimento.
Dopo la dipartita Lane raggiungerà prima gli Angels in Vain, e dal 1989 i newyorkesi The Throbs sotto il nome di Roger Ericson. Malo entrerà a far parte del progetto solista dell'ex Hanoi Rocks Michael Monroe nell'agosto 1989. Egli durerà solo pochi mesi ed abbandonò la band nell'aprile 1990. Successivamente raggiunse i The Cycle Sluts From Hell assieme all'ex chitarrista degli Overkill Bobby Gustafson. Con la band pubblicherà l'unico album omonimo nel 1991.

## Formazione

### Ultima
- Sally Cato - Voce
- Bart Lewis - Chitarra
- Roger Lane - Chitarra
- Marky DeSade - Basso
- Matt Stellutto - Batteria

### Ex componenti
- J.D. Malo - Basso
- Marcel La Fleur - Chitarra

## Discografia

### Full-length
- Smashed Gladys (1985)
- Social Intercourse (1988)

### EP
- 17 Goin' on Crazy (1987)